# Thibaut Monnet
Thibaut Monnet (* 2. Februar 1982 in Martigny) ist ein ehemaliger Schweizer Eishockeyspieler. Er bestritt 149 Länderspiele, nahm an sieben Weltmeisterschaften teil, kam in 932 Spielen der höchsten Schweizer Liga zum Einsatz und wurde zweimal Schweizer Meister.

## Karriere

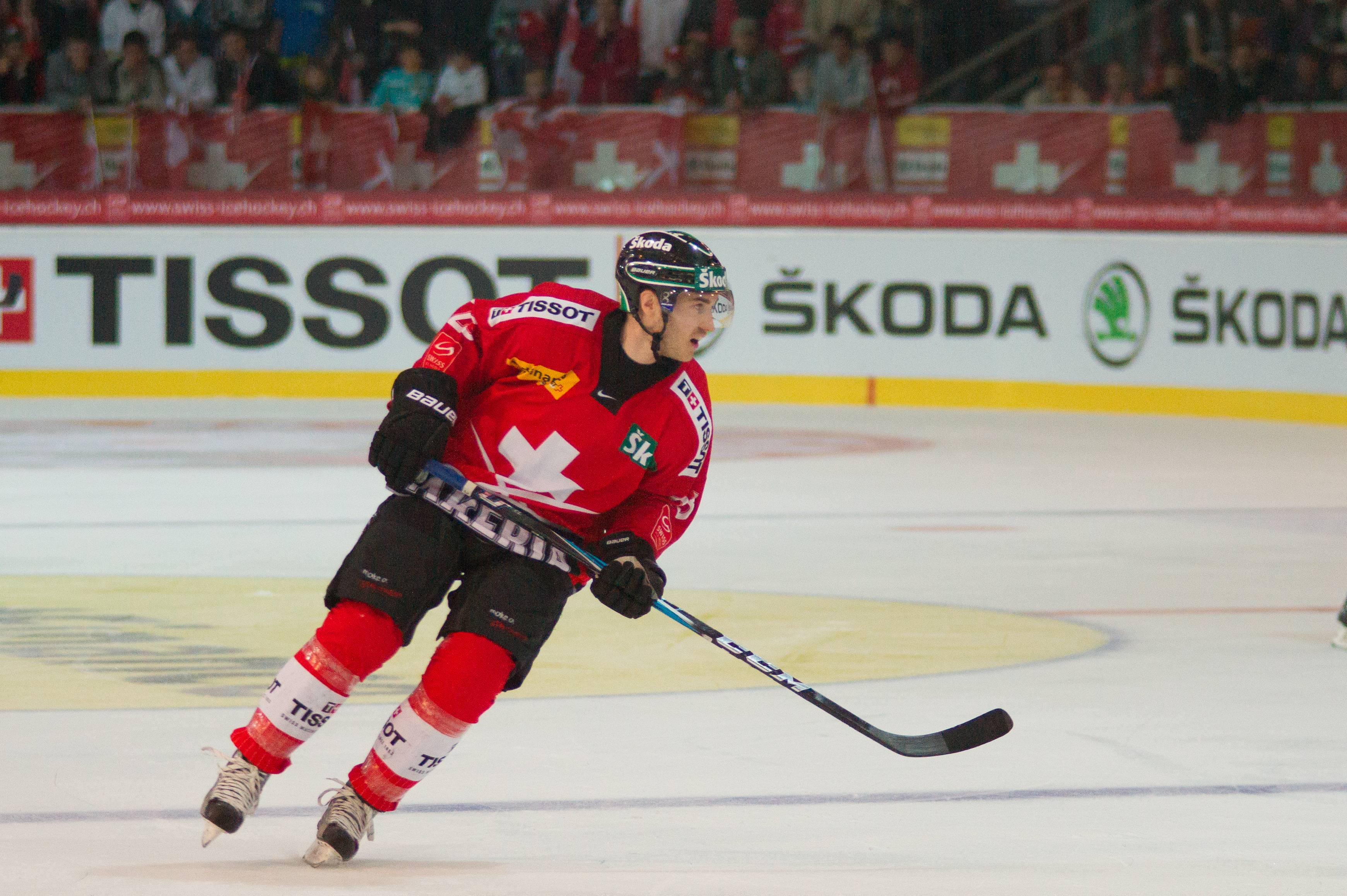
Monnet im Trikot der Schweizer Nationalmannschaft

Thibaut Monnet begann seine Karriere als Eishockeyspieler beim HC Martigny, für den er von 1997 bis 1999 in der Nationalliga B aktiv war. Anschließend wechselte er in die Nationalliga A, in der er zunächst je ein Jahr lang für den Lausanne HC und HC La Chaux-de-Fonds auflief. Danach absolvierte er je zwei Spielzeiten für Fribourg-Gottéron und die SCL Tigers. Nachdem der Angreifer in der Saison 2005/06 beim SC Bern unter Vertrag stand, spielte er im folgenden Jahr für seinen ehemaligen Klub Fribourg-Gottéron, ehe er im Sommer 2007 von den ZSC Lions verpflichtet wurde. Mit den Lions gewann der Stürmer in der Saison 2007/08 erstmals in seiner Karriere den Schweizer Meistertitel. Zudem gewann Monnet mit Zürich in der Saison 2008/09 die erste Ausgabe der neugegründeten Champions Hockey League. 2012 gewann Monnet zum zweiten Mal die Schweizer Meisterschaft mit den ZSC Lions. Im Dezember 2012 wurde bekannt, dass er auf die Saison 2013/14 zurück in die Romandie zu Fribourg-Gottéron wechselt.
Nach zwei Jahren in Fribourg erhielt er dort keinen neuen Vertrag und wechselte innerhalb der NLA zum HC Ambrì-Piotta. Im April 2022 gab er das Ende seiner Leistungssportlaufbahn bekannt. Er traf diese Entscheidung aufgrund der Folgen einer Gehirnerschütterung, die er Ende August 2021 in einem Vorbereitungsspiel erlitten hatte.

### International
Für die Schweiz nahm Monnet an den U18-Junioren-Weltmeisterschaften 1999 und 2000 sowie den U20-Junioren-Weltmeisterschaften 2001 und 2002 teil. Des Weiteren stand er im Aufgebot der Schweiz bei den Weltmeisterschaften 2007, 2008, 2009, 2010, 2011 und 2012.
Bei der Weltmeisterschaft 2013 in Stockholm und Helsinki war er erneut Teil der Nationalmannschaft und errang mit dieser die Silbermedaille. Er war dabei nur bei einem Spiel auf dem Matchblatt und wurde nicht eingesetzt.

## Erfolge und Auszeichnungen
- 2008 Schweizer Meister mit den ZSC Lions
- 2009 Champions-Hockey-League-Gewinn mit den ZSC Lions
- 2009 Victoria-Cup-Gewinn mit den ZSC Lions
- 2012 Schweizer Meister mit den ZSC Lions

### International
- 2013 Silbermedaille bei der Weltmeisterschaft

## Karrierestatistik

### International
Vertrat die Schweiz bei:
| - U18-Junioren Weltmeisterschaft 1999 - U18-Junioren Weltmeisterschaft 2000 - U20-Junioren Weltmeisterschaft 2001 - U20-Junioren Weltmeisterschaft 2002 - Weltmeisterschaft 2007 - Weltmeisterschaft 2008 | - Weltmeisterschaft 2009 - Olympische Winterspiele 2010 - Weltmeisterschaft 2010 - Weltmeisterschaft 2011 - Weltmeisterschaft 2012 - Weltmeisterschaft 2013 |

(Legende zur Spielerstatistik: Sp oder GP = absolvierte Spiele; T oder G = erzielte Tore; V oder A = erzielte Assists; Pkt oder Pts = erzielte Scorerpunkte; SM oder PIM = erhaltene Strafminuten; +/− = Plus/Minus-Bilanz; PP = erzielte Überzahltore; SH = erzielte Unterzahltore; GW = erzielte Siegtore; 1 Play-downs/Relegation; Kursiv: Statistik nicht vollständig)